# Prozesshandlung
Prozesshandlung (auch Verfahrenshandlung) wird nicht einheitlich definiert. Herrschend ist ein funktioneller Prozesshandlungsbegriff. Danach versteht man unter Prozesshandlungen Handlungen, die auf die Gestaltung oder Bestimmung des Prozessablaufs gerichtet sind, beziehungsweise Handlungen, deren „sich aus der Handlung ergebende Wirkungen im Wesentlichen auf prozessualem Gebiet liegen“.
Das können Handlungen der Parteien, des Gerichts oder Dritter (z. B. eines Nebenintervenienten) sein. Spricht die ZPO von einer Prozesshandlung, so ist in aller Regel die Prozesshandlung einer Partei gemeint. Entsprechend ist die Hauptbedeutung von Prozesshandlung die „Prozesshandlung einer Partei“ (Parteiprozesshandlung). Im Folgenden sind ausschließlich solche Parteiprozesshandlungen gemeint.

## Begriff

### Abgrenzungen
- Willenserklärung (allgemein): Eine Prozesshandlungserklärung ist von einer Willenserklärung abzugrenzen. Willenserklärungen zielen dagegen darauf ab, einen Erfolg im materiellen Recht herbeizuführen.
- materiellrechtliche Gestaltungsgeschäfte (gestaltende Willenserklärungen): Materiellrechtliche Gestaltungsgeschäfte (zum Beispiel: Aufrechnungserklärung; Anfechtungserklärung) werden nicht dadurch zu Prozesshandlungen, dass sie im Prozess erklärt werden. Dies werden sie erst dann, wenn sie im Prozess geltend gemacht werden[7].
- Prozessvergleich: Der Prozessvergleich gehört sowohl dem materiellen Recht wie dem Prozessrecht an und hat insofern eine „echte Doppelnatur“[8].
- behördliche Verfahrenshandlungen: Eine behördliche Verfahrenshandlung wird in einem Verwaltungsverfahren vorgenommen, nicht in einem Gerichtsverfahren.

### Einteilungen
Einzuteilen sind Prozesshandlungen zum einen nach ihrer prozessualen Wirkung:
- Bewirkungshandlungen entfalten eine unmittelbare Wirkung (z. B. Klagerücknahme vor Beginn der mündlichen Verhandlung § 269 Abs. 1 ZPO bzw. die Einwilligung des Beklagten zur Klagerücknahme, Anerkenntnis § 307 ZPO oder Einlegung von Berufung oder Revision).
- Erwirkungshandlungen sind Prozesshandlungen, die eine gerichtliche Entscheidung herbeiführen soll und deshalb nicht unmittelbar, sondern nur mittelbar durch die Entscheidung des Gerichts auf den Prozess wirken (z. B. Anträge, Angriffs- und Verteidigungsmittel gem. § 282 ZPO, Klagerücknahme nach Beginn der mündlichen Verhandlung).

Die begriffliche Unterscheidung dient dazu, unterschiedliche Anforderungen deutlich zu machen: Bei Bewirkungshandlungen wird nach der Wirksamkeit, bei Erwirkungshandlungen dagegen nach Zulässigkeit und Begründetheit gefragt.
Anträge lassen sich wiederum in Prozess- und Sachanträge unterteilen:
- Bei Sachanträgen wollen die Parteien den sachlichen Inhalt der Entscheidung beeinflussen (z. B. Klageantrag)
- Prozessanträge betreffen nur die Ausgestaltung des Verfahrens als Prozess (z. B. Beweisantrag)

Darüber hinaus kann zwischen einseitigen und zweiseitigen Prozesshandlungen unterschieden werden: Prozesshandlungen sind in der Regel einseitig, jedoch existieren auch zweiseitige Prozesshandlungen, wie der Prozessvergleich. In dieser Konstellation sind die Prozesshandlungen auch nicht nur rein prozessual, sondern sind gleichzeitig auf Abschluss eines „Prozessvertrages“ gerichtet, also Willenserklärungen.

## Wirksamkeit

### Prozesshandlungsvoraussetzungen
Eine wirksame Prozesshandlung setzt voraus, dass die Person des Handelnden bestimmte Voraussetzungen erfüllt, das sind Parteifähigkeit, Prozessfähigkeit und Postulationsfähigkeit, bei Stellvertretung auch die Vertretungsmacht.

### Kein (wirksamer) Widerruf
Prozesshandlungen sind unbeachtlich, wenn sie wirksam widerrufen werden. Der Widerruf einer Prozesshandlung ist nur eingeschränkt zulässig: Bei den unmittelbar wirkenden Bewirkungshandlungen ist ein Widerruf grundsätzlich unzulässig. Bei den nur durch eine gerichtliche Entscheidung wirkenden Erwirkungshandlungen ist ein Widerruf nur bis zur Vornahme der gerichtlichen Entscheidung zulässig (§ 130 BGB analog).

### Form
Prozesshandlungen, die außerhalb der mündlichen Verhandlung abgegeben werden können, bedürfen der Schriftform oder der elektronischen Form. Für manche Prozesshandlungen ist die Mündlichkeit vorgeschrieben, d. h., sie müssen in der mündlichen Verhandlung erklärt werden. So sind Sachanträge (siehe oben) schriftsätzlich anzukündigen und dann in der mündlichen Verhandlung zu stellen (in der Praxis in der Regel durch Bezugnahme auf die Schriftsätze).

### Willensmängel
Es ist zwischen einseitigen Prozesshandlungen und Prozessverträgen zu unterscheiden.
Einseitige Prozesshandlungen:
- Ausschluss der Anfechtbarkeit

Im Fall von Willensmängeln ist eine Anfechtung von einseitigen Prozesshandlungserklärungen nicht zulässig.

„Das Verfahrensrecht enthält für Prozeßhandlungen keine den §§ 119 ff. BGB entsprechenden Vorschriften. Eine analoge Anwendung der für privatrechtliche Willenserklärungen geltenden Anfechtungsregeln verbietet sich, weil das Prozeßrecht die Verfahrenslage weitgehend vor Unsicherheit schützen will und deshalb einen Widerruf von Prozeßhandlungen – namentlich solcher, die sich maßgeblich auf die Beendigung des Verfahrens auswirken – nur in Ausnahmefällen zuläßt (siehe darüber unten II). Es handelt sich dabei um Sonderregeln, die nicht über ihren unmittelbaren Anwendungsbereich hinaus ausgedehnt werden dürfen (BGH Betrieb 1977, 628) und auch die Ergänzung durch bürgerlich-rechtliche Anfechtungsvorschriften ausschließen. Diese Auffassung ist – für Prozeßhandlungen allgemein – vom Bundesgerichtshof bereits früher vertreten worden (BGHZ 12, 224, 225). Sie entspricht – insbesondere auch für das prozessuale Anerkenntnis – der herrschenden, seit Jahrzehnten gefestigten Rechtsmeinung.“

- Alternativen:

Statt einer Anfechtung kommen in Betracht
- - die Zurücknahme oder Änderung der Prozesshandlung, so gesetzlich vorgesehen und schutzwürdigen Interessen der Gegenseite nicht entgegenstehen;
  - die Berichtigung, Ergänzung, Widerruf von Erwirkungshandlungen (s. o.), so der Gegner noch keine schützwerte Position erlangt hat;
  - der Widerruf bei Vorliegen von Restitutionsgründen.[14]

Bei Prozessverträgen gelten hingegen die Vorschriften der Anfechtung entsprechend.

### Bedingungsfeindlichkeit
Es ist verboten, Prozesshandlungen von außerprozessualen Bedingungen abhängig zu machen. [Nur] in diesem Sinn sind Prozesshandlungen bedingungsfeindlich.
Prozesshandlungen dürfen, soweit sie Erwirkungshandlungen (siehe oben) sind, grundsätzlich von einer innerprozessualen Bedingung abhängig gemacht werden. „Eine innerprozessuale Bedingung bezieht sich auf ein Ereignis, über dessen Eintritt oder Nichteintritt der weitere Verlauf des Verfahrens Gewissheit bringt.“ So sind Hilfsanträge oder eine Hilfsaufrechnung zulässig.
„Prozesshandlungen, die unmittelbar auf die Verfahrenslage einwirken, können dagegen im Interesse der Rechtssicherheit grds auch nicht unter eine innerprozessuale Bedingung gestellt werden.“ Eine bedingte Klageeinlegung oder Klagerücknahme oder eine bedingte Einlegung oder Rücknahme eines Rechtsmittels ist unzulässig.

## Auslegung
Auch Prozesshandlungen bedürfen mitunter der Auslegung und können ausgelegt werden (sind „auslegungsfähig“ und „u. U. auslegungsbedürftig“). Grundsätzlich finden die Auslegungsregeln des materiellen Rechts (des BGB) entsprechende Anwendung.
Da es zumeist um einseitige Prozesshandlungen geht, steht die entsprechende Anwendung des § 133 BGB im Vordergrund.

„Für die Auslegung ist […] nicht der innere Wille des Erklärenden maßgeblich, sondern die objektive Erklärungsbedeutung.“

„Die Auslegung darf nicht am Wortlaut der Erklärung haften. Der maßgebende objektive Erklärungswert bestimmt sich danach, wie der Empfänger nach den Umständen, insbesondere der recht verstandenen Interessenlage, die Erklärung verstehen muß.“

Beispiel:

„Die Auslegung, ob ein Rechtsmittel unbedingt eingelegt worden ist, richtet sich allein nach dem objektiven Erklärungswert, wie er dem Rechtsmittelgericht innerhalb der Rechtsmittelfrist erkennbar war; spätere klarstellende Parteierklärungen können dabei nicht berücksichtigt werden.“

Abzustellen ist nicht nur auf die Bezeichnung, sondern auch auf den sich aus Antrag und/oder Begründung ergebenden erkennbaren Willen des Erklärenden.

„Prozessuale Anträge sind vielmehr so auszulegen, dass ein Begehren eines Antragstellers bzw. Rechtsmittelführers möglichst weitgehend zum Tragen kommt […]. Als beantragt ist dementsprechend alles anzusehen, was nach Lage des Falles ernsthaft in Betracht kommt.“

Einer eindeutigen Erklärung darf aber nicht nachträglich der Sinn gegeben werden, der dem Erklärenden am besten dient. Auch die schutzwürdigen Belange des Gegners sind zu berücksichtigen.

„Die Auslegung hat sich ferner an dem Grundsatz auszurichten, dass im Zweifel gewollt ist, was nach den Maßstäben der Rechtsordnung vernünftig ist und der recht verstandenen Interessenlage entspricht.“

## Umdeutung
Auf Prozesshandlungen ist § 140 BGB entsprechend anzuwenden.

„Auch im Verfahrensrecht gilt entsprechend § 140 BGB der Grundsatz, dass eine fehlerhafte Prozesshandlung in eine zulässige und wirksame umzudeuten ist, wenn deren Voraussetzungen eingehalten sind, die Umdeutung dem mutmaßlichen Parteiwillen entspricht und kein schutzwürdiges Interesse des Gegners entgegensteht.“

Beispiel: Eine unzulässige, weil verfristete Berufung kann [unter Umständen] in eine Anschlussberufung umgedeutet werden.

„Die Umdeutung einer Prozesshandlung in eine andere setzt […] stets voraus, dass sie als solche unwirksam ist […], während die Voraussetzungen der Wirksamkeit einer anderen, dem gleichen Zweck dienenden Prozesshandlung erfüllt sind.“